# Labinsk
Labinsk - Лабинск (rus) és una ciutat del krai de Krasnodar, a Rússia. Es troba a la vora dreta del Labà, afluent del riu Kuban. És a 143 km al sud-est de Krasnodar i a 50 km al sud-oest d'Armavir.
La ciutat més a prop és Kurgàninsk, a 30 km al nord. A l'altre costat del Kuban es troba Vólnoie, que pertany a la república d'Adiguèsia.
Pertanyen a aquesta ciutat el khútor de Zarià Mira i el possiólok de Prokhladni.

## Història

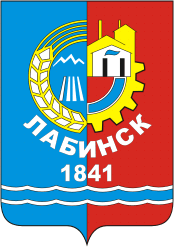
Escut de la dècada de 1970.

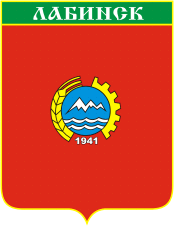
Escut de la dècada de 1990.

L'origen de Labinsk es remunta a la fundació de l'stanitsa de Labínskaia el 1841 com a part d'una línia defensiva al nord del Caucas. Els cosacs del Don foren els primers colons de la nova stanitsa. Protegien les fronteres meridionals de l'Imperi Rus. Més endavant molts camperols cosacs s'instal·laren des d'altres óblasts de Rússia. Gràcies al favorable emplaçament a la vall del riu Labà, la vila es convertí ràpidament en un centre industrial i comercial. El 1913 s'hi construí l'estació de tren. Va ser el centre administratiu d'un otdel a l'antiga província de Kuban.
Durant la Segona Guerra Mundial s'hi creà una unitat anomenada esquadró de combat de Labinsk, amb Ivan Konstantínov al capdavant. Una de les principals artèries de la ciutat té el nom d'aquells herois de guerra. L'agost del 1942 la vila fou ocupada per les tropes alemanyes. El 25 de gener del 1943 l'stanitsa fou alliberada. La vila fou ràpidament industrialitzada i reconstruïda després de la guerra. El 1947 Labínskaia rebé l'estatus de ciutat i prengué el nom de Labinsk.

## Demografia
| 1959   | 1970   | 1979   | 1989   | 1996   | 2002   | 2008   | 2010   | 2014   |
| ------ | ------ | ------ | ------ | ------ | ------ | ------ | ------ | ------ |
| 41 900 | 49 900 | 54 000 | 58 000 | 64 300 | 61 446 | 61 083 | 62 864 | 61 195 |

## Fils Il·lustres
- Iuri Dmítrievitx Sokolov (1896-1971), matemàtic i acadèmic